# Élections territoriales de 2017 à Saint-Martin
Les élections territoriales de 2017 à Saint-Martin ont lieu les 19 et 26 mars 2017 afin de renouveler les vingt six membres du conseil territorial de la collectivité d'outre-mer française de Saint-Martin. 
La liste menée par Daniel Gibbs l'emporte au second tour avec 64,31 % des voix.

## Mode de scrutin
Le Conseil territorial de Saint-Martin est composé de 23 sièges pourvus pour cinq ans selon un système mixte à finalité majoritaire : il s'agit d'un scrutin proportionnel plurinominal combiné à une prime majoritaire d'un tiers des sièges attribuée à la liste arrivée en tête, si besoin en deux tours de scrutin. Les électeurs votent pour une liste fermée de 26 candidats, sans panachage ni vote préférentiel. Les listes doivent respecter la parité en comportant alternativement un candidat de chaque sexe. 
Au premier tour, la liste ayant obtenu la majorité absolue des suffrages exprimés et un nombre de suffrages égal au quart des électeurs inscrits remporte la prime majoritaire, soit huit sièges. Les sièges restants sont alors répartis à la proportionnelle selon la règle de la plus forte
moyenne entre toutes les listes, y compris celle arrivée en tête. 
Si aucune liste n'a recueilli la majorité absolue, un second tour est organisé entre toutes les listes ayant obtenu au moins 10 % des suffrages exprimés au premier tour. Les listes ayant obtenu au moins 5 % peuvent néanmoins fusionner avec les listes pouvant se maintenir. Si une seule voire aucune liste n'a atteint le seuil requis de 10 %, les deux listes arrivées en tête au premier tour sont qualifiées d'office. Après dépouillement des suffrages, la répartition des sièges se fait selon les mêmes règles qu'au premier tour, les seules différences étant que la prime majoritaire est attribuée à la liste arrivée en tête qu'elle ait obtenu ou non la majorité absolue et les voix de 25 % des inscrits, et que la répartition des sièges n'a lieu qu'entre les partis en lice au second tour,,.

## Candidats en lice
8 listes sont en compétition, dont celle d'Aline Hanson, candidate à sa succession. L'une de ses adjointes, Jeanne Rogers Vanterpool, est à la tête d'une liste concurrente, tout comme Alain Richardson, à la tête du territoire après les précédentes élections avant que ses comptes de campagnes ne soient annulés, et Daniel Gibbs, député Les Républicains de Saint-Martin et Saint-Barthélémy. Les quatre autres têtes de listes sont Louis Mussington, Julien Gumbs, Horace Whit et Jules Charville.
Au premier tour, trois listes franchissent le seuil de 10 % qui leur permet de se maintenir au second tour, celles de  Daniel Gibbs, Louis Mussington et Alain Richardson. Celles de Daniel Gibbs est maintenue telle quelle pour le deuxième tour. Mussington et Richardson n'ayant pu s'accorder sur une liste commune, le second exigeant en vain du premier qu'il ne soit pas tête de liste, ils se maintiennent pour le second tour : une liste panachée MJP-Generation Hope est établie, dans le cadre de l'accord entre Louis Mussington et Jules Charville. Alain Richardson confirme sa liste.

## Participation
La participation lors du premier tour était faible à la mi-journée, avec à midi 17,3 % sur les 19 bureaux de vote que compte l'île, soit 3 380 électeurs sur plus de 20 000 inscrits. Elle s'établit en légère hausse à la clôture des bureaux de vote, avec un peu plus de 2 % de plus qu'en 2012.
Lors du second tour, davantage d'électeurs se rendent aux urnes, avec à la mi journée 21,2 % de participation, soit 4 297 électeurs.  À la clôture des bureaux de vote à 18h, elle s'établit néanmoins à 45,2 %, soit une abstention record de 54,8 %, celles de 2007 et de 2012 ayant été de 49,24 % et 44,88 % respectivement.

## Résultats
| Listes                   | Listes                                     | Têtes de liste           | Premier tour | Premier tour | Second tour | Second tour | Sièges |
| Listes                   | Listes                                     | Têtes de liste           | Voix         | %            | Voix        | %           | Sièges |
| ------------------------ | ------------------------------------------ | ------------------------ | ------------ | ------------ | ----------- | ----------- | ------ |
|                          | Union pour la démocratie                   | Daniel Gibbs             | 4 077        | 49,05        | 5 695       | 64,31       | 18     |
|                          | Mouvement pour la justice et la prospérité | Louis Mussington         | 1 141        | 13,72        | 2 138       | 24,15       | 4      |
|                          | Génération Hope                            | Jules Charville          | 724          | 8,71         | 2 138       | 24,15       | 4      |
|                          | En marche vers le progrès                  | Alain Richardson         | 1 026        | 12,34        | 1 022       | 11,54       | 1      |
|                          | Continuons pour Saint-Martin               | Aline Hanson             | 536          | 6,45         |             |             | 0      |
|                          | Mouvement Citoyen Saint Martin             | Julien Gumbs             | 418          | 5,03         | 0           |             |        |
|                          | New Direction pour Saint-Martin            | Jeanne Vanterpool        | 215          | 2,59         | 0           |             |        |
|                          | Soualiga Movement                          | Horace Whit              | 175          | 2,11         | 0           |             |        |
|                          |                                            |                          |              |              |             |             |        |
| Suffrages exprimés       | Suffrages exprimés                         | Suffrages exprimés       | 8 312        | 96,00        | 8 855       | 96,21       |        |
| Votes blancs             | Votes blancs                               | Votes blancs             | 151          | 1,74         | 175         | 1,90        |        |
| Votes nuls               | Votes nuls                                 | Votes nuls               | 195          | 2,25         | 174         | 1,89        |        |
| Total                    | Total                                      | Total                    | 8 658        | 100          | 9 204       | 100         | 23     |
| Abstention               | Abstention                                 | Abstention               | 11 602       | 57,27        | 11 034      | 54,52       |        |
| Inscrits / Participation | Inscrits / Participation                   | Inscrits / Participation | 20 260       | 42,73        | 20 238      | 45,48       |        |